# Émile Durieux
Pour les articles homonymes, voir Durieux.
Émile Durieux, né le 13 mai 1905 et mort le 5 mai 1995, est un homme politique français.

## Biographie
Il est fils de Georges Durieux, maire de Bertincourt et conseiller général du canton éponyme, qui décède au début de la Seconde Guerre Mondiale .
Il succède successivement à son père, en 1945, à la mairie de Bertincourt puis au conseil général, sur le canton de Bertincourt. 
Il se présente aux élections du conseil de la République de 1948  , aux côtés de Bernard Chochoy et y est élu. En 1951, il est président de l'AMF pour le département du Pas-de-Calais. Il  devient, en 1955 , président du conseil général et succède ainsi à Louis Le Sénéchal. Il laisse son poste de président au conseil général, à Bernard Chochoy, en 1966. 
Dans les années 1980, il se retire de la vie politique, et abandonne donc ses mandats de conseiller général, en 1982, et de maire en 1983. Il renonce donc à se présenter aux élections sénatoriales de la même année. 

## Détail des fonctions et des mandats
Mandat parlementaire
- 7 novembre 1948 - 2 octobre 1983 : Sénateur du Pas-de-Calais